# Historia świata: Część I
Historia świata: Część I – amerykańska komedia z 1981 roku naśmiewająca się z historii od prehistorii do Wielkiej Rewolucji Francuskiej, parodia filmów historycznych.
Wbrew sugerującemu to tytułowi i zakończeniu filmu pierwotnie nie planowano realizacji części II – był to żart ze strony twórców. Ostatecznie jednak po 42 latach film doczekał się kontynuacji w postaci 8-odcinkowego serialu. Premiera Historii świata: Części II miała miejsce 6 marca 2023 na platformach Hulu w USA i Disney+ w innych krajach.

## Główne role
- Mel Brooks - Mojżesz/Komikus/Torquemada/Jacques (Sikaj)/Król Ludwik XVI
- Dom DeLuise - cesarz Neron
- Madeline Kahn - cesarzowa Nympho
- Harvey Korman - hrabia de Monet
- Cloris Leachman - madame Defarge
- Ron Carey - Swiftus
- Gregory Hines - Józef
- Pamela Stephenson - mademoiselle Rimbaud
- Shecky Greene - Marek Windyktusz
- Sid Caesar - wódz jaskiniowców
- Mary-Margaret Humes - Miriam
- Orson Welles - narrator
- Hugh Hefner - Rzymianin przed świątynią Erosa
- Barry Levinson - sprzedawca kolumn
- John Hurt - Jezus Chrystus
- Andrew Sachs - Gerard